# 阿列克谢·克列晓夫
阿列克谢·叶菲莫维奇·克列晓夫，（俄语：Алексе́й Ефи́мович Клещёв；1905年2月25日—1968年12月13日），白俄罗斯人，苏联党和国家领导人，游击队领导者，陆军少将军衔。先后担任白共（布）平斯克地下州委第二书记、平斯克州州长、第61集团军司令部作战组组长、平斯克州委第一书记、波洛茨克州委第一书记、白俄罗斯苏维埃社会主义共和国部长会议主席，哈共科克切塔夫州委第一书记等职务。

## 生平
- 1905年2月25日出生于莫吉廖夫省米赫诺维奇村的一个农民家庭。
- 1924年-1927年，别塞德斯基村委员会秘书、主席。
- 1927年-1929年，红军第16军炮兵团服役。1928年加入联共（布）。
- 1930年-1938年5月，白俄罗斯苏维埃社会主义共和国什克洛夫斯卡亚、德里森斯卡亚、梅霍夫斯卡亚拖拉机站主任。
- 1938年5月-1939年1月，被捕入狱。
- 1939年1月-9月，梅霍夫斯卡亚拖拉机站主任。
- 1939年9月-1941年7月，平斯克州土地局局长。
- 1941年7月-1942年9月，平斯克州地下组织成员，西线总部作战小组成员。期间，1942年2月-7月，莫斯科白共（布）中央委员会特别小组成员。
- 1942年9月-1943年4月，白共（布）地下中央委员会驻平斯克州专员。
- 1943年4月-10月，白共（布）平斯克州地下州委第二书记兼平斯克州游击队指挥官，陆军少将军衔。
- 1943年-1944年7月，第61集团军司令部作战组组长。
- 1944年7月-1946年4月，白共（布）平斯克州委第一书记。
- 1946年5月-1948年3月，白共（布）波洛茨克州委第一书记。
- 1948年3月-1953年6月，白俄罗斯苏维埃社会主义共和国部长会议主席。
- 1953年6月-1954年，苏共中央高级党校学习。
- 1954年-1955年7月，受苏共中央委员委托，负责在科斯塔奈组织国营农场。
- 1955年7月-1960年12月，哈共科克切塔夫州委第一书记。
- 1961年起退休，在莫斯科生活。
- 1968年12月13日于莫斯科逝世，享年63岁。葬于新圣女公墓。

克列晓夫是苏共19-21大代表；第2-3届苏联最高苏维埃联盟院代表，第5届哈萨克苏维埃社会主义共和国最高苏维埃代表。

## 荣誉
- 苏联英雄称号（1944）
- 三次列宁勋章
- 红旗勋章
- 一级卫国战争勋章
- 一级卫国战争游击队员奖章
- 1941-1945年伟大卫国战争战胜德国奖章
- 1941-1945年伟大卫国战争中忘我劳动奖章
- 劳动英勇奖章